# Henry Eriksson
Knut Henry (Henry) Eriksson (Krylbo, 23 januari 1920 – Gävle, 8 januari 2000) was een Zweedse middellangeafstandsloper, die gespecialiseerd was in de 1500 m. Hij werd olympisch kampioen in deze discipline.

## Biografie
Op de Europese kampioenschappen atletiek 1946 in Oslo werd hij bij zijn eerste internationale wedstrijd tweede op de 1500 m achter Lennart Strand, die hem nagenoeg zijn hele sportcarrière overschaduwde. Op 15 juli 1947 naderde hij bij de Zweedse kampioenschappen in Malmö zijn rivaal Strand dicht, die de wedstrijd op zijn naam schreef met een verbetering van het wereldrecord tot 3.43,0. Eriksson werd tweede in 3.44,4 wat voor altijd zijn persoonlijk record zou blijven.
In 1948 boekte Eriksson op de Olympische Spelen van Londen zijn grootste succes. De favorieten van de wedstrijd waren de Zweden Strand, Eriksson en Gösta Bergkvist. In de olympische finale waren de omstandigheden niet optimaal. De wedstrijd werd gelopen in de regen op een doorweekt parcours. Na 1 kilometer namen Eriksson en Strand de leiding. Met nog 400 meter te gaan liepen ze 14 meter voor de rest van het veld uit. Bij het uitkomen van de laatste bocht probeerde Strand zijn tegenstander af te schudden, maar kwam niet voorbij Eriksson. Henry Eriksson werd olympisch kampioen met een finishtijd van 3.49,8 en versloeg hiermee Strand (zilver; 3.50,4) en de Nederlander Wim Slijkhuis (brons; 3.50,4). Na de Spelen zette hij een punt achter zijn atletiekcarrière en werd brandweerman.
Eriksson was een van de drie olympische fakkeldragers bij de Olympische Spelen van 1956 in Melbourne. In zijn actieve tijd was hij aangesloten bij Gefle Idrottsförening in Gävle.

## Titels
- Olympisch kampioen 1500 m - 1948

## Persoonlijk record
- 1500 m - 3.44,7 (1947, Malmö)

## Palmares

### 1500 m
- 1946:  EK - 3.44,4
- 1948:  OS - 3.49,8

## Trivia
- Met drie andere brandweermannen, tevens mede-clubgenoten, liep hij op de 4 x 1500 m estafette een wereldrecord.

1896: Teddy Flack ·
1900: Charles Bennett ·
1904: Jim Lightbody ·
1908: Mel Sheppard ·
1912: Arnold Jackson ·
1920: Albert Hill ·
1924: Paavo Nurmi ·
1928: Harri Larva ·
1932: Luigi Beccali ·
1936: Jack Lovelock ·
1948: Henry Eriksson ·
1952: Josy Barthel ·
1956: Ron Delany ·
1960: Herb Elliott ·
1964: Peter Snell ·
1968: Kipchoge Keino ·
1972: Pekka Vasala ·
1976: John Walker ·
1980: Sebastian Coe ·
1984: Sebastian Coe ·
1988: Peter Rono ·
1992: Fermín Cacho ·
1996: Noureddine Morceli ·
2000: Noah Ngeny ·
2004: Hicham El Guerrouj ·
2008: Asbel Kiprop ·
2012: Taoufik Makhloufi ·
2016: Matthew Centrowitz ·
2020: Jakob Ingebrigtsen ·
2024: Cole Hocker